# Соляне (озеро)
Соляне — озеро, розташоване на південному сході міста Гола Пристань Херсонської області. Це безстічна водойма площею приблизно 0,5 км2. Мулові грязі (пелоїди) та ропа озера мають лікувальні властивості.
Прибережна смуга озера через малий нахил займає значну площу. Частково берег заріс очеретом. Рівень води в озері нижче річки Конка (притока Дніпра). Площа водної поверхні протягом року суттєво змінюється. Максимальна глибина водойми незначна і коливається від 0,5 до 1,2 м. Озеро наповнюється за рахунок атмосферних та ґрунтових вод.
Озеро Соляне є реліктовим залишком древнього русла річки Дніпро, яке пройшло у своїй еволюції стадію мохового болота, що підтверджується розрізом донних відкладень: зверху вниз пелоїди, мул, торф, алювіальні піски.

## Склад води та мулу
За своїми фізико-хімічним показниками озерний мул відноситься до хлоридно-натрієвого, високомінералізованого, слабосульфідного. Ропа озера має мінералізацію, яка прямо залежить від рівневого режиму води озера і коливається впродовж року від 10 г/л у квітні до 45 г/л у жовтні. Склад ропи в основному залишається постійним хлоридно-натрієвим із значним вмістом карбонатів та гідрокарбонатів. Донні поклади озера являють собою сірий мул із запахом сірководню  тонкодисперсної структури з незначними домішками дрібнозернистого піску.
Лікувальна грязь озера Соляного має широкий спектр фізіологічних груп мікроорганізмів: бактерії, грибки, актиноміцети, продуценти, амінокислоти, які беруть участь у пелоїдогенезі, проявляють бактерицидну активність. Мул насичений комплексом біологічно активних речовин, які підкріплюють його цілющі властивості: йод, бром, мідь, цинк, залізо, кремній, марганець, фтор.4

## Туристична інфраструктура
У 1889 році Херсонське повітове земство, провівши ретельні дослідження води і грязі Соляного озера, відкрило тут водогрязелікарню, яка виросла в санаторій «Гопри». Грязелікування та ропні ванни сприяють одужанню людей із захворюваннями кістково-мязової, ендокринної та нервової системи, тут також успішно лікують безпліддя. Уся відпрацьована грязь і ропа після процедур повертаються в озеро, пройшовши регенерацію.7

## Легенди Соляного озера
Про цілющі властивості озера відомо здавна. За переказами ще запорізькі козаки відпочивали та лікувались тут. Одна з легенд розповідає, що якось захворів у селянина верблюд, на ноги впав, і чоловік прогнав його з двору. Тварина зайшла в озеро та загрузла в мулі. Через кілька днів, верблюд не тільки весело гарцював по узбережжю, але й почав обростати новою блискучою шерстю.
Інша легенда більш пізнього часу розповідає про старого вірмена, який жив у Голій Пристані в середині ХІХ століття. Він часто лікувався за кордоном і вирішив випробувати за аналогією і домашні грязі. Результат виявився приголомшливим і заповзятливий вірмен почав продавати цілющий мул нужденним. Люди увірували у чудодійну силу озера і стали ходити до нього лікувати тяжкі недуги.1